# Tiếng tim
Tiếng tim là tiếng động được phát ra bởi trái tim đang đập và bởi dòng máu đang chảy qua nó. Một cách cụ thể, đó là âm thanh phản chiếu sự hỗn loạn được tạo ra khi van tim đóng lại. Khi chẩn bệnh về tim người kiểm tra có thể dùng ống nghe để lắng nghe những âm thanh độc nhất và riêng biệt đó nhằm thu nhận được những dữ liệu thính giác quan trọng có liên quan đến tình trạng của tim.
Ở người trưởng thành khỏe mạnh, có hai tiếng tim bình thường, thường được mô tả là một tiếng lub (tiếng đóng lại của van nhĩ thất, ở Việt Nam gọi là tiếng bùm) và một tiếng dub (hoặc dup, ở Việt Nam gọi là tiếng tặc) (tiếng đóng lại của van bán nguyệt), diễn ra trình tự với mỗi nhịp đập của trái tim. Đó là tiếng tim đầu tiên (S1) và tiếng tim thứ hai (S2), tạo ra bởi việc tương ứng đóng lại của van nhĩ thất và van bán nguyệt. Ngoài những tiếng tim bình thường này, cũng có thể có mặt nhiều tiếng tim khác bao gồm tiếng thổi, tiếng thêm vào, và tiếng nhịp phi nước đại S3 và S4.
Tiếng thổi tim được phát ra từ dòng chảy hỗn loạn của máu và để nghe được tiếng thổi như tiếng dòng chảy hỗn loạn ấy cần phải có sự chênh lệch áp suất ít nhất 30 mm hg giữa các buồng tim và máu từ buồng có áp lực cao hơn sẽ chảy về buồng có áp lực thấp hơn, điều này xảy trong tình trạng bệnh, dẫn đến shunt trái - phải hoặc shunt phải - trái dựa trên áp lực bên nào chiếm ưu thế hơn. Sự hỗn loạn có thể xảy ra bên trong hoặc bên ngoài tim; nếu xảy ra bên ngoài thì sự hỗn loạn này được gọi là Bruit. Tiếng thổi có thể là sinh lý (lành tính) hoặc bệnh lý (bất thường). Tiếng thổi bất thường có thể gây ra bởi chứng hẹp làm hạn chế mở van tim, dẫn đến sự hỗn loạn khi máu chảy qua. Tiếng thổi bất thường cũng có thể xảy ra với tình trạng suy van tim (hở van tim), dẫn đến dòng máu chảy ngược khi van không đủ lực để đóng lại, hiệu quả tống máu chỉ đạt được một phần. Những tiếng thổi khác nhau có thể được nghe thấy ở những phần khác nhau trong chu kỳ tim, và cũng tùy thuộc vào nguyên nhân gây nên tiếng thổi.